# Даосская алхимия
Даосская алхимия — совокупность практических методов, направленных на достижение бессмертия через трансформацию своего организма. Даосская алхимия была направлена, главным образом, на обретение даосского бессмертия.

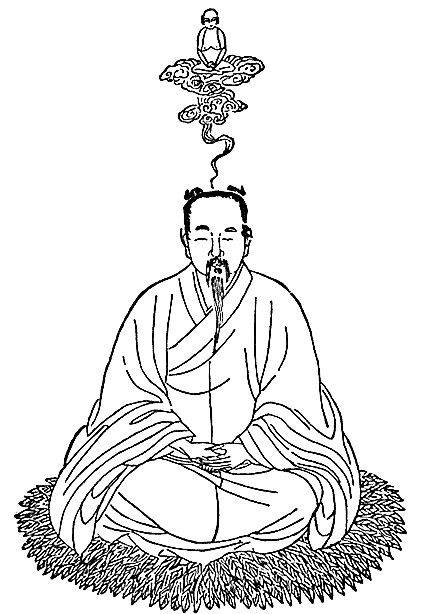
Иллюстрация даосской алхимии в книге Р. Вильгельма The Secret of the Golden Flower

В разные века и в разных даосских школах даосская алхимия понималась по-разному. Наиболее древние методы относятся ко внешней алхимии, когда адепт принимает внутрь эликсиры, изготовленные преимущественно из минеральных веществ (см. Золотой эликсир), стремясь преобразовать своё тело, заменив непостоянные органические элементы на постоянные.
Параллельно внешней алхимии появилась внутренняя алхимия, которая позже полностью вытеснила внешнюю алхимию. По представлениям внутренней алхимии, бессмертие достигалось особыми упражнениями, медитациями и способами дыхания, а также контролем за внутренними органами и процессами циркуляции энергии ци в организме.

## Внешняя даосская алхимия
Внешняя алхимия (кит. упр. 外丹术, пиньинь waidanshu, палл. вай дань шу) — раздел даосской науки о бессмертии, в которой предполагается, что долголетия или бессмертия можно достичь, принимая медикаменты, приготовленные особым образом.
Так, значительный объём информации о внешней алхимии собран в даосском энциклопедическом трактате Баопу-цзы (317—320 годы), написанном Гэ Хуном. Автор отмечает, что органические вещества, травы, корни, плоды крайне нестойки, рассыпаются, подвержены гниению и разложению, и поэтому не годятся для достижения бессмертия. Снадобьям растительного или животного происхождения можно продлевать жизнь до двухсот лет. Вечны только минералы: например, киноварь, претерпевая химические превращения, образует ртуть (жидкое серебро) и потом с помощью обратной реакции возвращается обратно, а золото может храниться тысячи лет, не подвергаясь коррозии. На этом основании Гэ Хун делает вывод, что только снадобья на минеральной основе могут гарантировать бессмертие, при этом «золотой эликсир» (сочетание золота и киновари) — безусловно самый лучший состав. Он приводит конкретные рецепты снадобий на базе киновари и различных минеральных реактивов, которые гарантируют бессмертие иногда за несколько дней, а иногда за несколько месяцев, даруя адепту различные чудесные свойства. Некоторые рецепты описаны подробно, от некоторых имеется только название.
Использование мышьяка, ртути, серы, свинца делают приготовленные эликсиры сильнодействующими ядами. Принятие этих ядов микроскопическими дозами оказывают нередко благотворное влияние на организм.
Рецепты, как правило, состояли из дорогостоящих и редких компонентов, кроме того, вещества должны быть высокочистыми, для приготовления снадобья требуется уединённое место, огонь следует иногда поддерживать месяцами в строгой кондиции. Как альтернативу Гэ Хун приводил рецепт, для которого надо набрать золота общей стоимости 400 000 золотых монет, и растворять его в уксусной эссенции, чтобы получить снадобье для восьми человек. Если количество вещества меньше критического — ничего не выйдет, хотя снадобье принимается микроскопическими порциями. Учитель Гэ Хуна Чжэн Инь, да и сам Гэ Хун лично не обладали достаточными средствами для приготовления снадобья.
Ряд рецептов использовал исключительно минералы, другие рецепты используют соки растений, мёд, жир, вино, птичьи перья, заячью кровь и другие органические компоненты. Значительное количество рецептов строились на основе киновари или золота. В качестве «алхимического золота» нередко имеется в виду сернистое олово, которое более твёрдое.
Гэ Хун рассматривает также и другие компоненты — реальгар, слюду, серебро, природный нефрит (необработанный), грибы (к которым относятся также окаменелости, сталактиты, сталагмиты и древесные грибы), смолы, мёд, полезные растения (из которых особенно ценится спаржа) и другие. Эликсиры из растительных компонентов только продлевают жизнь (иногда на несколько тысяч лет), но не дают бессмертия. Важным критерием является сохранность компонента — если тот за тысячи лет не разлагается, не подвергается коррозии и сохраняет свою сущность, он может приносить бессмертие.

Чэнь Туань

Некоторые симптомы отравления, в результате принятия ртути и других ядовитых веществ, воспринимаются как позитивные признаки действия эликсира. Длительное принятие или увеличение доз приводят к смерти, при этом труп консервируется и долгое время не разлагается. Это называется «освобождение от трупа» и служит признаком одного из типов «бессмертия».
Готовя эликсир, надо обязательно приносить жертвы духам и опираться на их поддержку. Эликсир можно приготовить только в больших горах, где достаточно защиты от любопытных и много серьёзных духов, которые могут помочь. В малых горах духи злые, и они будут только мешать. Категорически нельзя передавать рецепты посторонним и хвастаться, иначе приготовление эликсира не получится. Следует опасаться сглаза, который приносят куры, собаки, женщины и дети.
Пик популярности внешней алхимии приходится на первое тысячелетие нашей эры. Однако в период правления династии Тан (618—907) интерес к ней начинает ослабевать, и всё большую популярность начинает приобретать внутренняя алхимия.

## Внутренняя даосская алхимия
Внутренняя алхимия — совокупность даосских духовных практик, включающих в себя элементы йоги, медитации, дыхательной гимнастики (цигун), визуализации (цуньсян) и ритуала, ставящая целью достижение бессмертия или долголетия. Она была основана на представлении о сходстве микро- и макрокосмоса, человеческого тела во Вселенной, и возможности создать эликсир бессмертия из собственных «соков» человека.
Немалую роль в её популяризации сыграл Чэнь Туань или Чэнь Бо, (871—989) — полулегендарный даосский святой. Он упорядочил и заново сформулировал учение о соотношении природных энергий Цзин, Ци и Шэнь, которое было широко принято в даосизме и конфуцианстве. Старые теории достижения бессмертия были переосмыслены заново, минералы и лекарства стали интерпретироваться как символы определённых процессов в организме, возникающих при специальных практиках.

## См. подробно
- Бессмертие (даосизм)
- Внешняя алхимия
- Внутренняя алхимия